# أوشن 13
أوشن 13 (بالإنجليزية: Ocean's Thirteen)‏ هو فيلم كوميدي تم إنتاجه في الولايات المتحدة سنة 2007. الفيلم من إخراج ستيفن سودربرغ. الفيلم هو استكمال لسلسلة أوشن 11 وأوشن 12

## بطولة
- جورج كلوني
- براد بيت
- مات ديمون
- دون شيدل
- بيرني ماك

## القصة
في هذا الجزء الثالث من سلسة أفلام «اوشينز 11» يعود داني اوشين وفرقته لتنفيذ العملية الاخطر لسرقة كازينو. بعد ان يعقد روبين تيشكوف (اليوت غلاود) صفقة لبناء فندق.

## الميزانية والإيرادات
بلغت تكلفة إنتاج الفيلم حوالي 85,000,000 دولار بينما حقق أرباحا تقدر بـ 311,312,624 دولار.

## وصلات خارجية
- أوشن 13 على موقع IMDb (الإنجليزية)
- أوشن 13 على موقع ميتاكريتيك (الإنجليزية)
- أوشن 13 على موقع الموسوعة البريطانية (الإنجليزية)
- أوشن 13 على موقع روتن توميتوز (الإنجليزية)
- أوشن 13 على موقع نتفليكس (الإنجليزية)
- أوشن 13 على موقع قاعدة بيانات الأفلام العربية
- أوشن 13 على موقع ألو سيني (الفرنسية)
- أوشن 13 على موقع Turner Classic Movies (الإنجليزية)
- أوشن 13 على موقع أول موفي (الإنجليزية)
- أوشن 13 على موقع بوكس أوفيس موجو (الإنجليزية)